# Педро Гоић
Петар Педро Гоић (1896—1995) је бивши чилеански и југословенски атлетски репрезентативац. Такмичио се у бацању кладива. Био је члан Спортског друштва ХАШК из Загреба.

## Биографија
Петар Гоић је рођен 1896. у Пражени на острву Брачу, одакле се почетком 20. века са породицом иселио у Чиле. У Чилеу се почео бавити атлетиком. Био је успешан, па је постао репрезентатива Чилеа и као репрезентативац учествовао је на Првенству Јужне Америке.
У Југославију се вратио 1931, као Пердо Гоић и постао члан ХАШКа из Загреба и одмах победио на првенству земље, а затим је као репрезентативац учествовао на Балканским играма 1931. и победио.
Пред Други светски рат оженио се и преселио се у Бјеловар, где је по завршетку каријере постао атлетски тренер и један од оснивача АК Бјеловар и тренер многим каснијим репрезентативцима учесницима великих међународних такмичења од првенства, Балкана, Европе и света до Олимпијских игара. Међу њима је био и први освајач опмипијске медаље у историји југословенске атлетике Иван Губијан.

## Спортски резултати
Прве значајније резултате постигао је као репрезентативац Чилеа другим местом на Првенству Јужне Америке 1927. (45,74) и као победник истог такмичења 1931. (46,50).
На првенствима Југославије побеђивао је пет пута: 1931. (46,86 м), 1932. (47,29 м), 1933. (46,38 м), 1934. (46,90 ) и 1938 (46,21).
У међународној конкуренцији најуспешнији је био на Балканским играма где је побеђивао је 5 пута: 3 пута у Атини 1931. (46,84 м), 1932. (46,86 м), 1933. (46,02 м) и по једмом у Истанбулу 1935. (45,57 м) и Београду 1938. (48,34).
Учествовао је на првом Европског првенства на отвореном 1934. у Торину, где је у финалу заузео 9. мест. (44,03)
Учесник је Летњих олимпијских игара 1936. у Берлину када се у конкуренцији 27 бацача кладива из 16 земаља, није успео квалификовати за финале. Гоић је био настарији учесник југословенске репрезентације, која је бројала 93 члана, на тим играма, као и на свим играма (летњим и зимским) до тада, са 40 година и 133 дана. Ову „титулу“ је држао до Летњих олимпијских игара 1952. у Хелсинкију.